# Гранит-Ледж (тауншип, Миннесота)
Гранит-Ледж (англ. Granite Ledge) — тауншип в округе Бентон, Миннесота, США. На 2000 год его население составило 685 человек.

## География
По данным Бюро переписи населения США площадь тауншипа составляет 91,3 км², из которых 91,3 км² занимает суша, a вода составляет 0,03 %.

## Демография
По данным переписи населения 2000 года здесь находились 685 человек, 229 домохозяйств и 183 семьи.  Плотность населения —  7,5 чел./км².  На территории тауншипа расположено 233 постройки со средней плотностью 2,6 построек на один квадратный километр. Расовый состав населения: 98,83 % белых, 0,15 % коренных американцев, 0,15 % азиатов, 0,44 % — других рас США и 0,44 % приходится на две или более других рас. Испанцы или латиноамериканцы любой расы составляли 0,29 % от популяции тауншипа.
Из 229 домохозяйств в 37,6 % воспитывались дети до 18 лет, в 69,0 % проживали супружеские пары, в 6,1 % проживали незамужние женщины и в 19,7 % домохозяйств проживали несемейные люди. 14,8 % домохозяйств состояли из одного человека, при том 4,4 % из — одиноких пожилых людей старше 65 лет. Средний размер домохозяйства — 2,99, а семьи — 3,29 человека.
28,9 % населения — младше 18 лет, 8,6 % — в возрасте от 18 до 24 лет, 29,3 % — от 25 до 44, 22,5 % — от 45 до 64, и 10,7 % — старше 65 лет. Средний возраст — 34 года. На каждые 100 женщин приходилось 113,4 мужчин.  На каждые 100 женщин старше 18 приходилось 112,7 мужчин.
Средний годовой доход домохозяйства составлял 44 063 доллара, а средний годовой доход семьи —  47 708 долларов. Средний доход мужчин —  30 268  долларов, в то время как у женщин — 21 458. Доход на душу населения составил 17 188 долларов. За чертой бедности находились 9,2 % семей и 9,0 % всего населения тауншипа, из которых 7,1 % младше 18 и 29,0 % старше 65 лет.